# 제네시스 마그마 레이싱
제네시스 마그마 레이싱(Genesis Magma Racing)은 현대자동차의 럭셔리 브랜드인 제네시스의 모터스포츠팀이다. 제네시스의 고성능 트림 마그마 프로그램의 일환이다. 안드레 로테러와 루이스 펠리페 데라니가 드라이버로 활동할 예정이다.

## 상세
2024년 12월 4일, UAE 두바이에서 열린 제네시스 모터스포츠 프리미어 행사에서 제네시스가 내구레이스 중심의 모터스포츠 참가 계획을 발표하며 레이싱팀 ‘제네시스 마그마 레이싱(Genesis Magma Racing)’을 공개했다.공식 로고는 한글 단어인 마그마 초성에서 착안해 한국적 정서를 기하학적인 형태로 표현했으며 소속 드라이버로 독일 출신의 안드레 로테러와 브라질 출신의 루이스 펠리페 데라니를 영입했다. 총 드라이버는 5명을 선정했고 LMDh가 공개 됐는데 이름은 GMR-001이다.
2025년에 유러피안 르망 시리즈 르망 프로토타입 2(LMP2) 대회에 시범 출전할 예정이며 2026년 월드 인듀어런스 챔피언십(WEC), 2027년 웨더텍 스포츠카 챔피언십(WTSCC)에 참가할 계획이다.

## 같이 보기
- 현대자동차그룹
- 제네시스
- 제네시스 마그마
- 제네시스 GMR-001